# Zelenîi Hai, Novhorod-Siverskîi
Zelenîi Hai (în ucraineană Зелений Гай) este un sat în comuna Orlivka din raionul Novhorod-Siverskîi, regiunea Cernihiv, Ucraina.

## Demografie
Componența lingvistică a localității Zelenîi Hai
     Ucraineană (88,89%)
     Rusă (11,11%)
Conform recensământului din 2001, majoritatea populației localității Zelenîi Hai era vorbitoare de ucraineană (88,89%), existând în minoritate și vorbitori de rusă (11,11%).